# Dolichomastix bispinosa
Dolichomastix bispinosa är en stekelart som beskrevs av Ceballos 1924. Dolichomastix bispinosa ingår i släktet Dolichomastix och familjen brokparasitsteklar. Inga underarter finns listade i Catalogue of Life.